# خليفة بن شخبوط بن ذياب آل نهيان
خليفة بن بن شخبوط بن ذياب بن عيسى آل نهيان،   الحاكم الخامس من آل نهيان لإمارة أبوظبي. تولى الحكم بين (1833 - 1845م) بعد حكم أخيه  الشيخ طحنون بن شخبوط بن ذياب بن عيسى آل نهيان.    

## حياته
ولد الشيخ خليفة في إمارة أبوظبي، عاش متنقلاً بين بواديها وحواضرها، مما أدى إلى تفتح قريحته الشعرية منذ صغر سنه، وقبل أن تثقل كاهله شؤون الحكم والسياسة وأعباؤها.
كان للشيخ خليفة دور كبير في محاربة القرصنة على مياه أبوظبي والدول العربية، وقد ناضل واجتهد لإبعاد شعبه ومن هم تحت مسؤوليته ورعيّته عن أي أعمال غير قانونية ومشروعة في تلك المياه وقد نجح في ذلك، وفي عهده أيضًا انفصل آل بو فلاسه عن بني ياس وتوجهوا إلى دبي، ثم تولوا الحكم فيها.
ويقال أنه لم يتزوج إلا بعد أن كبر في السن، حيث أنه تزوج من أعيان قبيلة السودان وهي ابنة عبد الله بن سيف بالهول السويدي، الذي كان يقيم في منطقة الخان بالشارقة، فأنجبت له الشيخ زايد بن خليفة آل نهيان، والشيخ ذياب بن خليفة آل نهيان، وتزوج آمنة بنت زعل بن خلفان بن قطامي السيّار ولم ينجب منها.
ويقال إنه أصيب في أواخر حياته بمرض الجدري، وتوفاه الله في الرابع من يوليو سنة 1845م، فتسلَّم حكم إمارة أبوظبي من بعده ابن أخيه الشيخ سعيد بن طحنون آل نهيان.

## أشعاره
تميزت أشعاره بأنها كانت على وزني الونّه والردحة، ولكن أغراضه الشعرية تمحورت حول الغزل والحكمة غالبًا.
من قصائده (طيرٍ يصوغ لحونِ) وقد قالها بعد أن أصابه مرض الجدري واعتزل الناس: